# Pasar Sempurna
Pasar Sempurna is een bestuurslaag in het regentschap Tapanuli Selatan van de provincie Noord-Sumatra, Indonesië. Pasar Sempurna telt 1702 inwoners (volkstelling 2010).